# Jacob Hübner

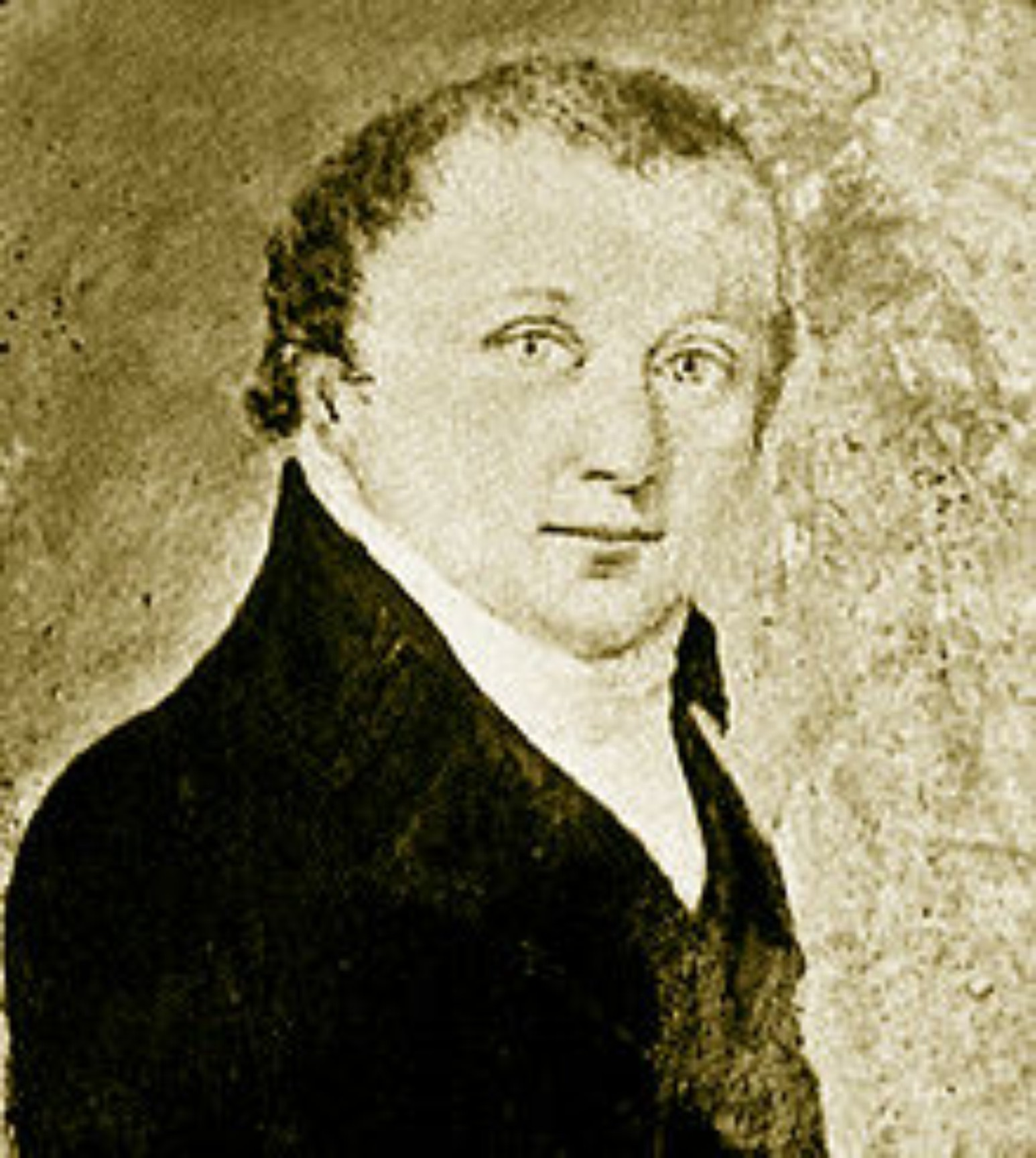
Jacob Hübner, c. 1790

Jacob Hübner (20 tháng 6 năm 1761 - 13 tháng 9 năm 1826, tại Augsburg) là một nhà côn trùng học người Đức. Ông là tác giả của Sammlung Europäischer Schmetterlinge (1796–1805), một công trình sáng lập của côn trùng học.

## Sự nghiệp khoa học
Hübner là tác giả của Sammlung Europäischer Schmetterlinge (1796–1805), một công trình sáng lập của côn trùng học. Ông là một trong những chuyên gia đầu tiên nghiên cứu về bộ Cánh vẩy ở Châu Âu. Ông đã mô tả nhiều loài mới, ví dụ như Sesia bembeciformis vàEuchloe tagis, nhiều loài trong số loài phổ biến. Ông cũng mô tả nhiều chi và loài mới.
Ông là một nhà thiết kế và thợ khắc và từ năm 1786, ông đã làm việc trong ba năm với tư cách là nhà thiết kế và thợ khắc tại một nhà máy sản xuất bông ở Ukraine. Tại đây, ông sưu tập các loài bướm thường và bướm đêm bao gồm mô tả và hình ảnh minh họa của vài loài trong Beiträge zur Geschichte der Schmetterlinge (1786–1790) cùng với các loài mới khác từ vùng nông thôn quanh nhà ông ở Augsburg.
Tác phẩm "Tentamen" của Hübner được dùng làm tài liệu thảo luận. Vô tình được xuất bản, nó dẫn đến sự nhầm lẫn sau đó trong phân loại. Các ấn phẩm của ông được phát hành theo từng phần, một số sau khi ông qua đời, thường không có ngày xuất bản liên quan. Arthur Francis Hemming, thư ký của Ủy ban Quốc tế về Danh mục Động vật học, đã tóm tắt tất cả trích dẫn về danh pháp phân loại được đề xuất của Hübner, do đó hạn chế ngày xuất bản có thể dẫn đến việc chấp nhận các công trình của Hübner là ấn phẩm phân loại hợp lệ.

## Đóng góp

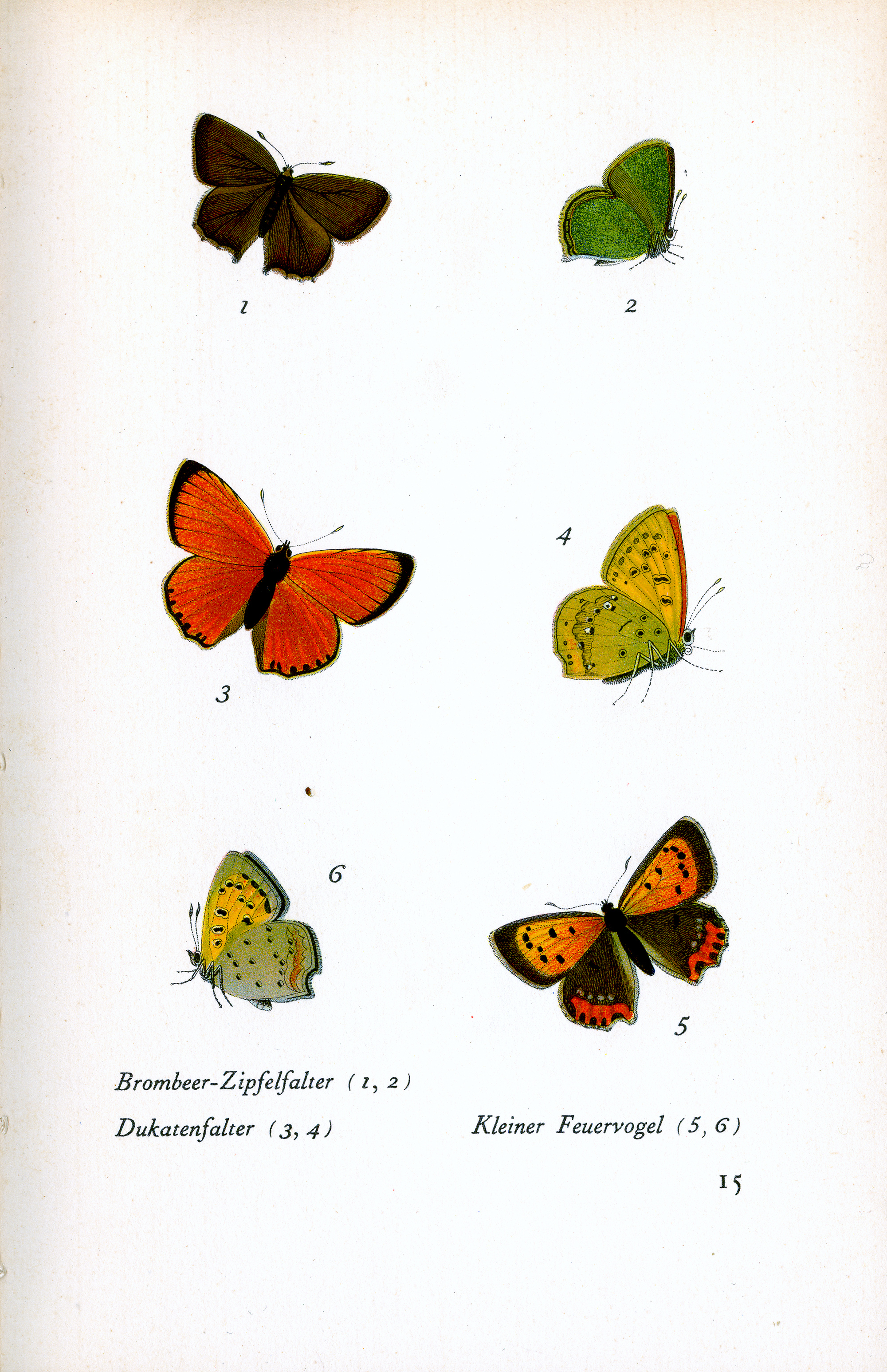
Plate from Hubner's Das kleine Schmetterlingsbuch showing green hairstreak, scarce copper và small copper

- 1786–1790: Beiträge zur Geschichte der Schmetterlinge ["Contributions to the history of butterflies"], Augsburg
- 1793: Sammlung auserlesener Vögel und Schmetterlinge, mit ihren Namen herausgegeben auf hundert nach der Natur ausgemalten Kupfern ["Collection of choice birds and butterflies, issued with included names on 100 naturally colored copperplate prints"]
- 1796–1805: Sammlung Europäischer Schmetterlinge ["Collection of European butterflies"]
- 1806: Tentamen determinationis, digestionis atque denominationis singularum singularum stirpium Lepidopterorum, peritis ad inspiciendum et dijudicandum communicatum ["Preliminary examination, an attempt to fix, arrange and name the individual races of Lepidoptera to experts for examination and the expression of an opinion"]
- 1806–1824: Geschichte europäischer Schmetterlinge ["History of European butterflies"]
- 1806–1834 (with C. Geyer và G.A.W. Herrich-Schäffer): Sammlung exotischer Schmetterlinge ["Collection of exotic butterflies"] (2 vols.), Augsburg
- 1816: Verzeichnis bekannter Schmetterlinge ["Directory of known butterflies"], Augsburg.
- 1822: Systematisch-alphabetisches Verzeichnis aller bisher bey den Fürbildungen zur Sammlung europäischer Schmetterlinge angegebenen Gattungsbenennungen ["Systematic-alphabetic directory of all genus names hitherto issued with the depictions of European butterflies"]. Augsburg: published by the author.

## Xuất bản sách
- Pfeuffer, Eberhard; và đồng nghiệp (2003). Von der Natur fasziniert... Frühe Augsburger Naturforscher und ihre Bilder. Augsburg: Wißner-Verlag. ISBN 978-3-89639-392-0. (Essays on Jacob Hübner, Gottlieb Tobias Wilhelm, Christian Friedrich Freyer, Johann Friedrich Leu, Jakob Friedrich Caflisch and Andreas Wiedemann)

- Calhoun, J. V. (2018). John Abbot, Jacob Hübner, and Oreas helicta (Nymphalidae: Satyridae). News of the Lepidopterists' Society. 60:159-163.